# سیارک ۱۴۴۱۱
سیارک ۱۴۴۱۱ (به انگلیسی: 14411 Clerambault، نامگذاری:1991RE2)۱۴۴۱۱مین سیارک کشف شده‌است که در ۰۶ سپتامبر ۱۹۹۱ کشف شد.